# Нотр-Дам (остров)
Нотр-Дам (фр. Île Notre-Dame) — искусственный остров, расположенный на реке Святого Лаврентия в Монреале, Квебек, Канада. Остров расположен к востоку от острова Святой Елены и к западу от морского пути Святого Лаврентия, на южном берегу острова расположен город Сен-Ламбер. Вместе с островом Сент-Элен Нотр-Дам составляет парк Жана Драпо, который является частью архипелага Ошлага. На юго-западе остров соединен с материком.
Парк Жана Драпо официально признан частью велосипедной сети дорог Рут Верт и трансканадской дороги.
Здесь находится автодром имени Жиля Вильнёва, который принимает Гран-при Канады в Формуле-1.

## История
Остров Нотр-Дам был построен за десять месяцев из 15 млн тонн породы, извлечённой при строительстве Монреальского метрополитена в 1965 году. Он был создан для Всемирной выставки-67, к столетию Канады.
Почти все павильоны были снесены в 1975 году, чтобы расчистить место для длинного гребного канала к Олимпийским играм 1976. Олимпийская гребная трасса в Монреале по-прежнему является крупнейшим искусственным гребным каналом в Северной Америке. Бывшие павильоны Франции и Квебека были уничтожены для строительства Монреальского казино; крупное игорное заведение принадлежит и управляется правительством Квебека.
В парковой зоне на западной части острова есть небольшое озеро с пляжем, открытое в течение летнего сезона.
В 1980 году озеленение и благоустройство острова были ускорены, когда остров принимал Floralies Internationales — садоводческую выставку растений из десятков стран.
В парке состоялся чемпионат мира по гребле на байдарках и каноэ в 1986 году.

## Межсезонье
Осенью и весной посетители острова Нотр-Дам в основном — игроки в казино. В самое холодное время зимы лёд бассейна используется фигуристами в качестве катка.

## Автодром имени Жиля Вильнёва
Каждое лето на автодроме имени Жиля Вильнёва проходит Гран-при Канады Формулы-1.